# Szotalol
A szotalol egy nemspecifikus béta-adrenerg receptorblokkoló gyógyszer, melyet szívritmuszavarok kezelésére használnak.

## Hatás
A szotalol  mind a béta-1, mind pedig a béta-2 receptorokat gátolja. Nem rendelkezik sem intrinsic szimpatomimetikus aktivitással, sem membránstabilizáló hatással. Mint egyéb béta-blokkolók, a szotalol is gátolja a renin felszabadulását. A szotalol renin-szuppresszáló hatása nyugalmi állapotban és fizikai erőkifejtés során is jelentős. A béta-blokkoló hatás csökkenti a szívfrekvenciát (negatív kronotrop hatás) és a szívkontrakciók erejét (negatív inotróp hatás). Ezek a változások csökkentik a szívizomzat oxigénszükségletét és a szív munkateljesítményét.
A szotalolnak mind béta-adrenoreceptor blokkoló (Vaughan Williams szerinti II csoportra jellemző), mind az akciós potenciál időtartamát a repolarizációs fázis megnyújtása révén növelő (Vaughan Williams szerinti III csoportra jellemző) antiarrhythmiás hatása is van. A szotalol nem hat az akciós potenciál 0 fázisára, ezáltal nem befolyásolja a depolarizációs fázist. Fő hatása a pitvar, a kamra és a járulékos köteg effektív refrakter periódusának növelése. Az EKG-n a PR-, a QT- és a QTc-megnyúlás mutatkozhat. A QRS időtartam szignifikánsan nem változik. A szotalol d- és l-enantiomerje hasonló, Vaughan Williams szerinti III csoportra jellemző hatással rendelkezik, míg a béta-blokkoló hatásért gyakorlatilag teljesen az l-enantiomer felelős. Szignifikáns béta-blokkoló hatás már kisebb dózis adásakor is jelentkezik, de a III. csoportra jellemző hatás általában csak nagyobb adagok esetén figyelhető meg.
A III osztálynak megfelelő antiarrhythmiás hatás a monofázisos akciós potenciál akut megnyújtásának tulajdonítható, ami a vezetési sebesség megváltoztatása nélkül következik be. Megnő az abszolút refrakter periódus. Ez az elektrofiziológiai hatásmechanizmus fennáll mind a jobbra, mind a balra forgató enantiomernél, és kimutatták a pitvar, az AV csomó, az accessorius nyaláb és a kamra területén egyaránt. A sotalol intrinsic szimpatomimetikus aktivitás nélküli béta-blockoló hatása csak a balra forgató enantiomerre jellemző és körülbelül egyformán érinti mind a b1, mind a b2 receptort. A sotalol a szimpathikus tónus függvényében csökkenti a szívfrekvenciát, a szív kontraktilitását, az AV átvezetési sebességet és a plazma renin aktivitást. A sotalol gátolja a b2 receptorokat, ezért fokozhatja a simaizomtónust.

## Készítmények
- Sotahexal  (Sandoz Hungária)
- Sotalex mite (Bistol-Myers-Squibb)
- SOTALOL AL